# Liostenogaster flaviplagiata
Liostenogaster flaviplagiata är en getingart som först beskrevs av Cameron 1902.  Liostenogaster flaviplagiata ingår i släktet Liostenogaster och familjen getingar. Inga underarter finns listade i Catalogue of Life.